# Sint-Dimpnakapel (Elsum)

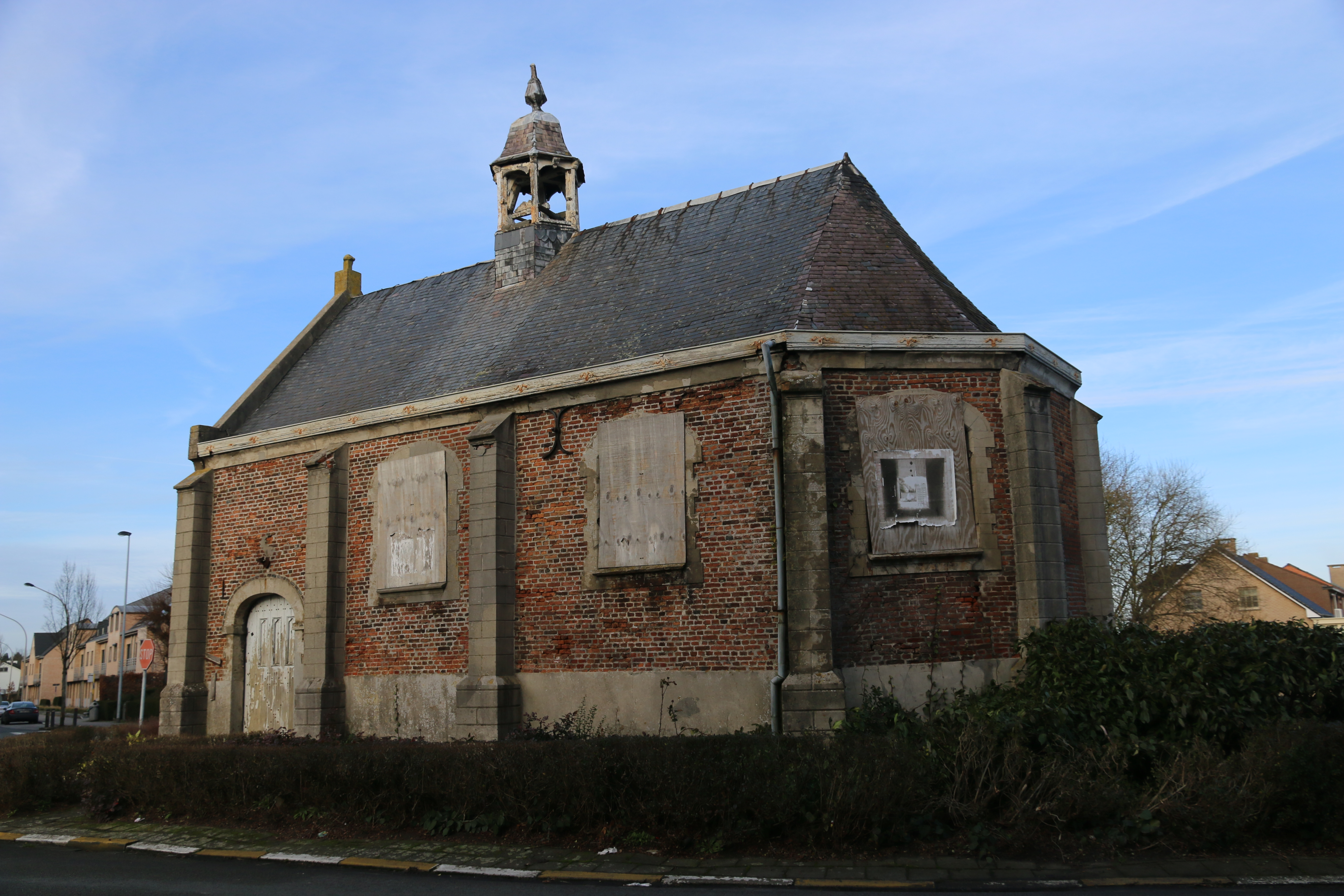
Sint-Dimpnakapel

De Sint-Dimpnakapel is een kapel in de tot de Antwerpse gemeente Geel behorende plaats Elsum, gelegen aan Elsum.

## Geschiedenis
In 1638 bestond hier al een kapel. De huidige kapel is van omstreeks 1700 en werd vergroot in 1722 of 1772. Tijdens de Tweede Wereldoorlog liep de kapel aanzienlijke schade op en in 1951 werd hij hersteld. In 1956 ontstond opnieuw schade, bij werk aan leidingen. De noordgevel stortte toen gedeeltelijk in. Ook deze schade werd hersteld.
De kapel is van 1960-1965 nog in gebruik geweest als parochiekerk. Daarna is het nog een gebedshuis en een kunstenaarsatelier geweest. Daarna stond hij een tijd leeg om in 2021 te worden gerestaureerd.

## Gebouw
Het betreft een bakstenen gebouwtje met natuurstenen vensteromlijstingen op rechthoekige plattegrond en onder zadeldak. De kapel heeft een driezijdig afgesloten koor. Op de nok bevindt zich een zeshoekige dakruiter met helmdak.
Het altaar, van gemarmerd hout, is uit de 2e helft van de 17e eeuw. Ander kerkmeubilair is niet meer aanwezig.
- Inventaris van het Bouwkundig Erfgoed (Vlaanderen): 52403